# Cristiana Lôbo
Cristiana Mendes dos Santos Lôbo (née à Goiânia le 18 août 1957 et morte à São Paulo le 11 novembre 2021) est une journaliste brésilienne. 

## Biographie
Cristiana Lôbo a travaillé comme présentatrice et journaliste responsable de GloboNews.
En 2016, elle a reçu le Trophée de la presse féminine.